# Navia trichodonta
Navia trichodonta är en gräsväxtart som beskrevs av Lyman Bradford Smith. Navia trichodonta ingår i släktet Navia och familjen Bromeliaceae. Inga underarter finns listade i Catalogue of Life.